# Cill Rónáin
Cill Rónáin (en anglès Kilronan) és un llogaret d'Irlanda, a la Gaeltacht del comtat de Galway, a la província de Connacht. És el principal assentament de l'illa d'Inis Mór, l'illa principal de l'arxipèlag de les Illes Aran. Un servei de ferri uneix l'ila amb Doolin, al Comtat de Clare i amb Ros an Mhíl, al Comtat de Galway. Les principals ocupacions són la pesca i el turisme. També hi ha escoles d'estiu per a aprendre irlandès. Segons el cens de 2011 tenia 297 habitants.

## Miscel·lània
- Se'n fa referència a una cançó de The Magnetic Fields anomenada "Abigail, Belle of Kilronan" de l'àlbum 69 Love Songs.[2]